# Chilocorus tricyclus
Chilocorus tricyclus är en skalbaggsart som beskrevs av Smith 1959. Chilocorus tricyclus ingår i släktet Chilocorus och familjen nyckelpigor. Inga underarter finns listade i Catalogue of Life.